# Biélorussie au Concours Eurovision de la chanson 2007
La Biélorussie a participé au Concours Eurovision de la chanson 2007 à Helsinki, en Finlande. C'est la 4e participation de la Biélorussie au Concours Eurovision de la chanson.
Le pays est représenté par le chanteur Dmitri Koldoun  et la chanson Work Your Magic, sélectionnés lors d'une finale nationale organisée par la Compagnie de télévision et de radio biélorusse (BTRC).

## Sélection

### Eurofest 2007
C'est grâce au nouveau programme, Eurofest 2007, que fut choisi le candidat : une demi-finale a parmi quinze chanteurs, sélectionné Dmitri Koldoun, qui s'est ensuite qualifié pour la finale où il affrontait Diana Gourtskaïa et The Project, sélectionnés par le jury professionnel. Les trois compétiteurs pouvaient alors changer leur chanson s'ils le souhaitaient. Le 22 janvier 2007, les trois chanteurs ont joué devant un jury du gouvernement, qui a décidé que Dmitri Koldoun était le meilleur interprète pour représenter la Biélorussie.
Avant le concours, Dmitri Koldoun a fait une tournée de promotion en Europe, dans des pays comme l'Espagne, l'Irlande, Chypre, la Macédoine.

#### Finale
| Interprète(s)    | Chanson         | Place |
| ---------------- | --------------- | ----- |
| Diana Gourtskaïa | How long        |       |
| Dmitri Koldoun   | Work your magic | 1     |
| The Project      | Super Star      |       |

## À l'Eurovision
À l'Eurovision, Dmitri Koldoun retirera son prénom et interprétera en tant que « Koldoun », qui signifie « magicien » en russe. La Biélorussie ayant manqué de se qualifier en finale lors de ses trois participations, Koldoun devra d'abord passer par la demi-finale le 10 mai. Il chantera en quatrième position après le groupe chypriote Evrydíki et la chanson Comme ci, comme ça, et avant la chanson islandaise Valentine Lost par Eiríkur Hauksson.